# Persuasive Peggy
Persuasive Peggy er en amerikansk stumfilm fra 1917 af Charles Brabin.

## Medvirkende
- Peggy Hyland som Peggy Patton
- William B. Davidson som Ed Trowbridge
- Mary Cecil som Belle Newell
- Gertrude Norman
- Charles Sutton